# Вудленд (Каліфорнія)
Вудленд (англ. Woodland) — місто (англ. city) в США, в окрузі Йоло штату Каліфорнія. Населення — 61 032 особи (2020).

## Географія
Вудленд розташований за координатами 38°40′16″ пн. ш. 121°45′0″ зх. д. / 38.67111° пн. ш. 121.75000° зх. д. (38.671167, -121.750033).  За даними Бюро перепису населення США в 2010 році місто мало площу 39,63 км², уся площа — суходіл.

### Клімат
| Клімат : Вудленд        | Клімат : Вудленд | Клімат : Вудленд | Клімат : Вудленд | Клімат : Вудленд | Клімат : Вудленд | Клімат : Вудленд | Клімат : Вудленд | Клімат : Вудленд | Клімат : Вудленд | Клімат : Вудленд | Клімат : Вудленд | Клімат : Вудленд | Клімат : Вудленд |
| Показник                | Січ.             | Лют.             | Бер.             | Квіт.            | Трав.            | Черв.            | Лип.             | Серп.            | Вер.             | Жовт.            | Лист.            | Груд.            | Рік              |
| Абсолютний максимум, °C | 25,6             | 27,8             | 30,6             | 37,8             | 41,1             | 45,6             | 45,6             | 45,0             | 44,4             | 40,6             | 31,7             | 24,4             | 45,6             |
| Середній максимум, °C   | 12,2             | 16,1             | 19,4             | 23,3             | 27,8             | 32,2             | 35,6             | 35,0             | 32,2             | 26,1             | 18,3             | 12,8             | 24,3             |
| Середній мінімум, °C    | 3,3              | 6,7              | 6,7              | 8,3              | 11,1             | 13,3             | 14,4             | 13,9             | 13,3             | 10,0             | 6,1              | 3,3              | 9,2              |
| Абсолютний мінімум, °C  | −9,4             | −3,9             | −3,9             | −1,1             | 1,7              | 5,0              | 7,8              | 6,7              | 3,3              | −0,6             | −4,4             | −7,2             | −9,4             |
| Норма опадів, мм        | 100              | 89               | 65               | 32               | 13               | 5                | 0                | 1                | 6                | 24               | 51               | 84               | 470              |
| ----------------------- | ---------------- | ---------------- | ---------------- | ---------------- | ---------------- | ---------------- | ---------------- | ---------------- | ---------------- | ---------------- | ---------------- | ---------------- | ---------------- |
| Джерело:                |                  |                  |                  |                  |                  |                  |                  |                  |                  |                  |                  |                  |                  |

## Демографія
Згідно з переписом 2010 року, у місті мешкало 55 468 осіб у 18 721 домогосподарстві у складі 13 548 родин. Густота населення становила 1400 осіб/км².  Було 19806 помешкань (500/км²).
Расовий склад населення:
| - 62,9 % — білих - 6,2 % — азіатів - 1,5 % — чорних або афроамериканців - 1,3 % — корінних американців - 0,3 % — вихідців з тихоокеанських островів - 22,5 % — осіб інших рас |

До двох чи більше рас належало 5,2 %. Частка іспаномовних становила 47,4 % від усіх жителів.
За віковим діапазоном населення розподілялося таким чином: 27,5 % — особи молодші 18 років, 61,6 % — особи у віці 18—64 років, 10,9 % — особи у віці 65 років та старші. Медіана віку мешканця становила 33,7 року. На 100 осіб жіночої статі у місті припадало 97,0 чоловіків;  на 100 жінок у віці від 18 років та старших — 94,2 чоловіків також старших 18 років.
Середній дохід на одне домашнє господарство  становив 71 876 доларів США (медіана — 55 893), а середній дохід на одну сім'ю — 81 049 доларів (медіана — 65 358). Медіана доходів становила 45 254 долари для чоловіків та 40 715 доларів для жінок. За межею бідності перебувало 14,0 % осіб, у тому числі 19,4 % дітей у віці до 18 років та 11,2 % осіб у віці 65 років та старших.
Цивільне працевлаштоване населення становило 25 384 особи. Основні галузі зайнятості: освіта, охорона здоров'я та соціальна допомога — 23,5 %, роздрібна торгівля — 13,0 %, мистецтво, розваги та відпочинок — 9,2 %, науковці, спеціалісти, менеджери — 8,7 %.